# Tit Quinti Crispí
Tit Quinti Crispí (llatí: Titus Quinctius L. f. L. n. Crispinus) va ser un magistrat romà que va participar en la Segona Guerra Púnica.
L'any214 aC el cònsol Marc Claudi Marcel va anar a Roma per assumir el tercer consolat i va deixar Sicília en mans de Crispí amb el comandament de la flota i el campament romà.
L'any 209 aC va ser elegit pretor i va obtenir com a territori Càpua i Campània. El 208 aC va ser elegit cònsol amb Marc Claudi Marcel i el senat els encomanà de fer la guerra a Hanníbal a Itàlia. A una batalla a Bàntia, a la vora de Tàrent, Claudi Marcel va morir i Crispí va ser ferit seriosament, havent-se de retirar. Va ser portat a Càpua i després a Roma on va morir a finals d'any després d'haver estat nomenat dictador Tit Manli Torquat.
Podria ser el pare de Luci Quinti Crispí.